# BirchBox
BirchBox est une entreprise franco-américaine de « shopping social » spécialisée dans la cosmétique. Elle propose des boxes surprises par abonnement comprenant 5 échantillons de produits. Créée en 2010, en France, sous le nom de JolieBox, elle fusionne en 2012 avec le groupe new-yorkais BirchBox, fondé lui aussi en 2010. 

## Histoire
BirchBox et son équivalent français JolieBox, sont toutes deux fondées en 2010. BirchBox est créée aux États-Unis par deux diplômés d'Harvard : Hayley Barna et Katia Beauchamps. JolieBox, quant à elle, est une start-up française conçue par Mathilde Lacombe, Quentin Reygrobellet, Martin Ballas, François Morrier et Quentin Vacher. Les 4 fondateurs français imaginent un concept de boîtes surprises personnalisées et livrées à domicile, grâce à un système d'abonnement mensuel. En 2012, les deux entreprises fusionnent sous le nom de BirchBox.

## Concept
BirchBox offre un système de personnalisation de box beauté. L'utilisateur débute avec un questionnaire à remplir pour adapter son profil. De nombreux produits cosmétiques sont proposés, tels que des soins beautés, du maquillage, des accessoires, des parfums, etc. 
L'entreprise fonctionne selon un double modèle économique : vente en ligne et abonnements mensuels. Il est possible de consulter le catalogue e-commerce sur le site web de BirchBox comprenant tous les produits en taille réelle proposés par les marques partenaires. 
De nos jours, le groupe se développe physiquement, en France, avec 3 enseignes Galeries Lafayette à Toulouse, Marseille et Strasbourg, au Bon Marché à Paris, et aux États-Unis, dans la ville de New York.